# Iliușin Il-18
Iliușin Il-18 (pron. „I-liu-șin”, 3 silabe, în rusă Илью́шин Ил-18; cod NATO: Coot) este un avion comercial turbopropulsor care a zburat pentru prima dată în 1957 și a devenit unul dintre cele mai cunoscute și mai durabile avioane sovietice ale epocii sale. Il-18 a fost unul dintre principalele avioane de linie din lume timp de câteva decenii și a fost exportat pe scară largă. Datorită durabilității corpului aeronavei, multe exemple au realizat peste 45 000 de ore de zbor și tipul rămâne operațional atât în domeniul militar, cât și (într-o măsură mai mică) civil. Succesorul lui Il-18 a fost avionul cu reacție Iliușin Il-62.

## Proiectare și dezvoltare

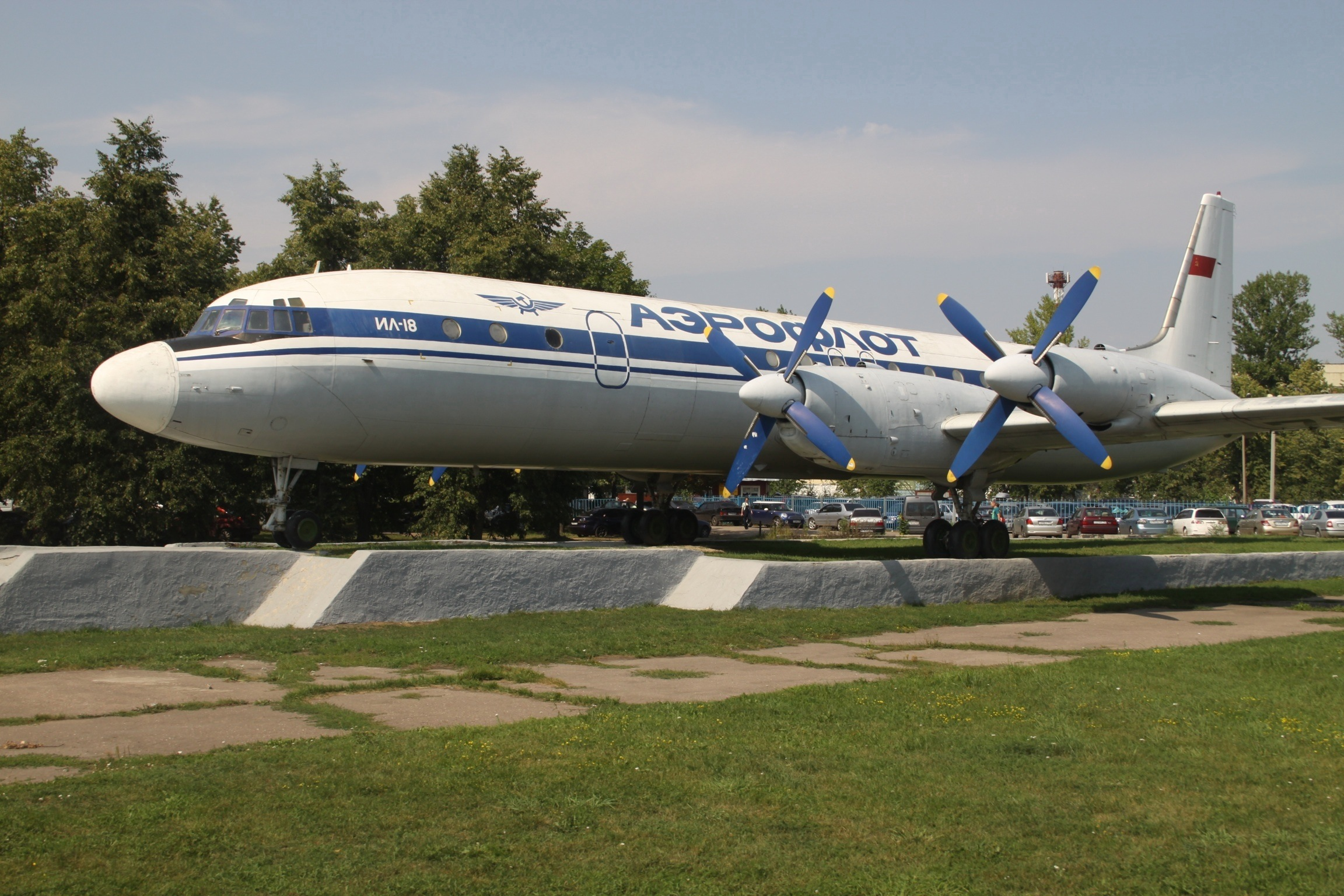
Il-18, prototipul, monument pe Aeroportul Șeremetievo

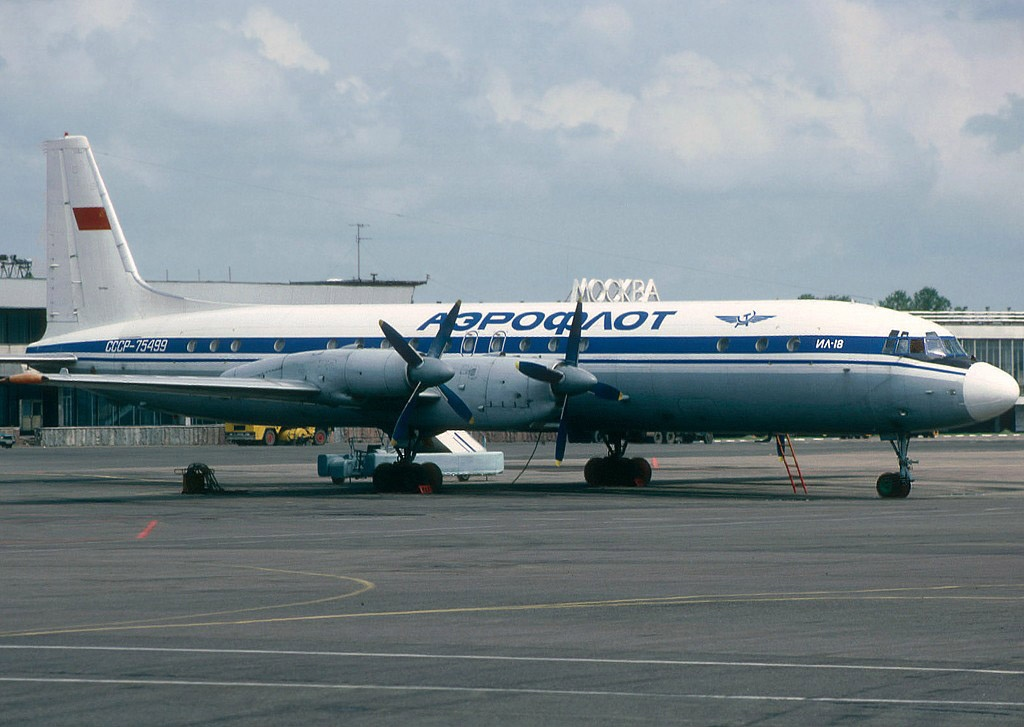
Il-18D, versiune civilă, al Aeroflot, în 1992

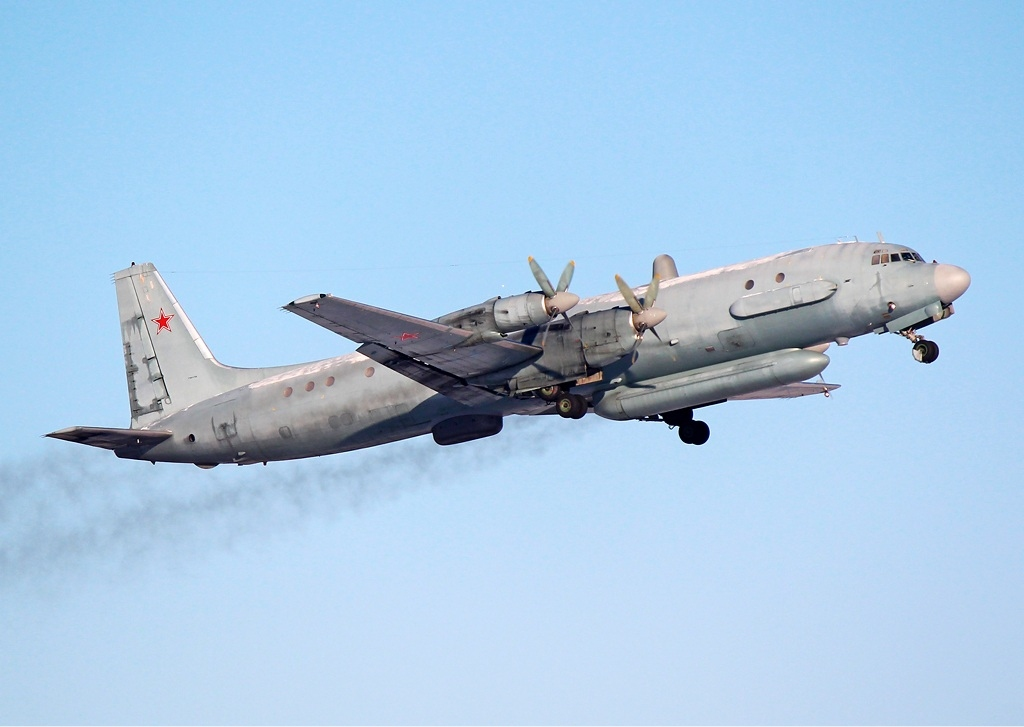
Il-20M, versiune militară pentru comunicații, al Forțelor Aeriene Ruse

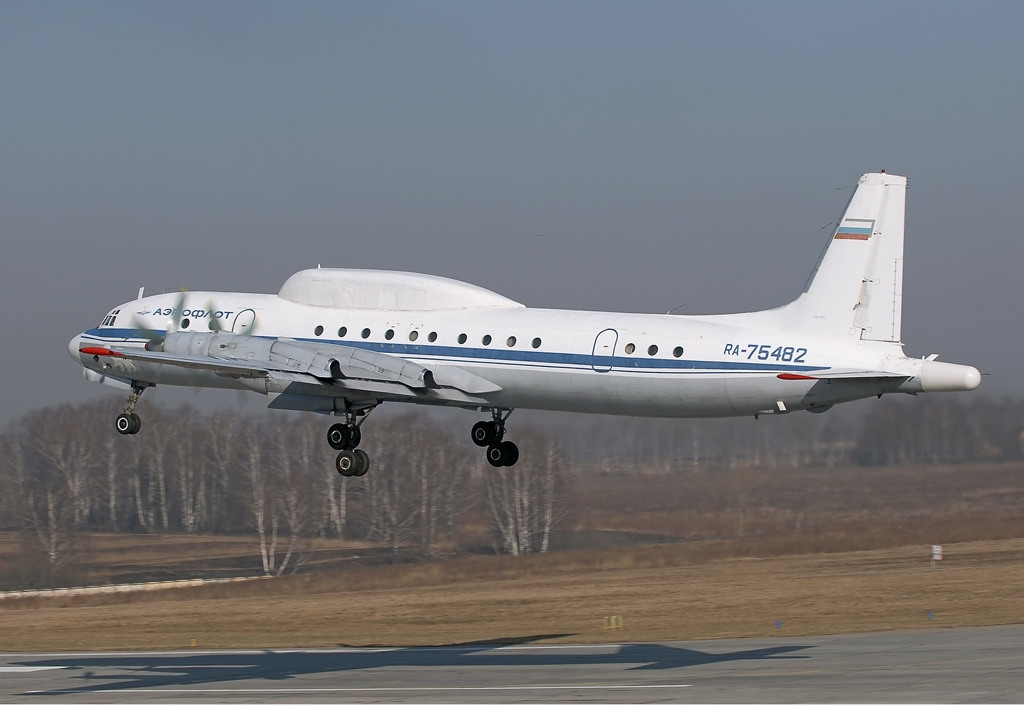
Il-20RT, versiune pentru telemetrie

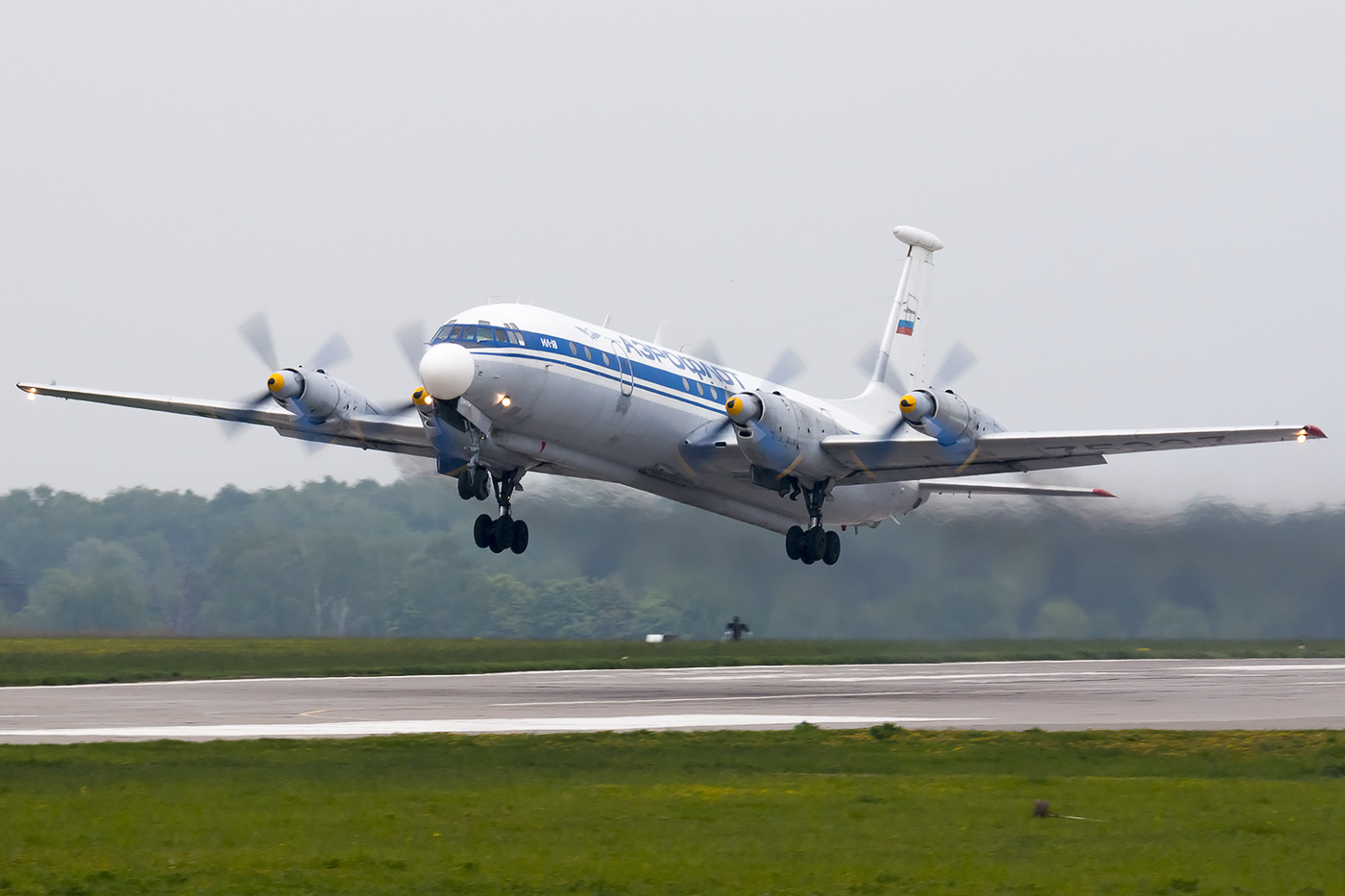
Il-22M, versiune militară, post de comandă

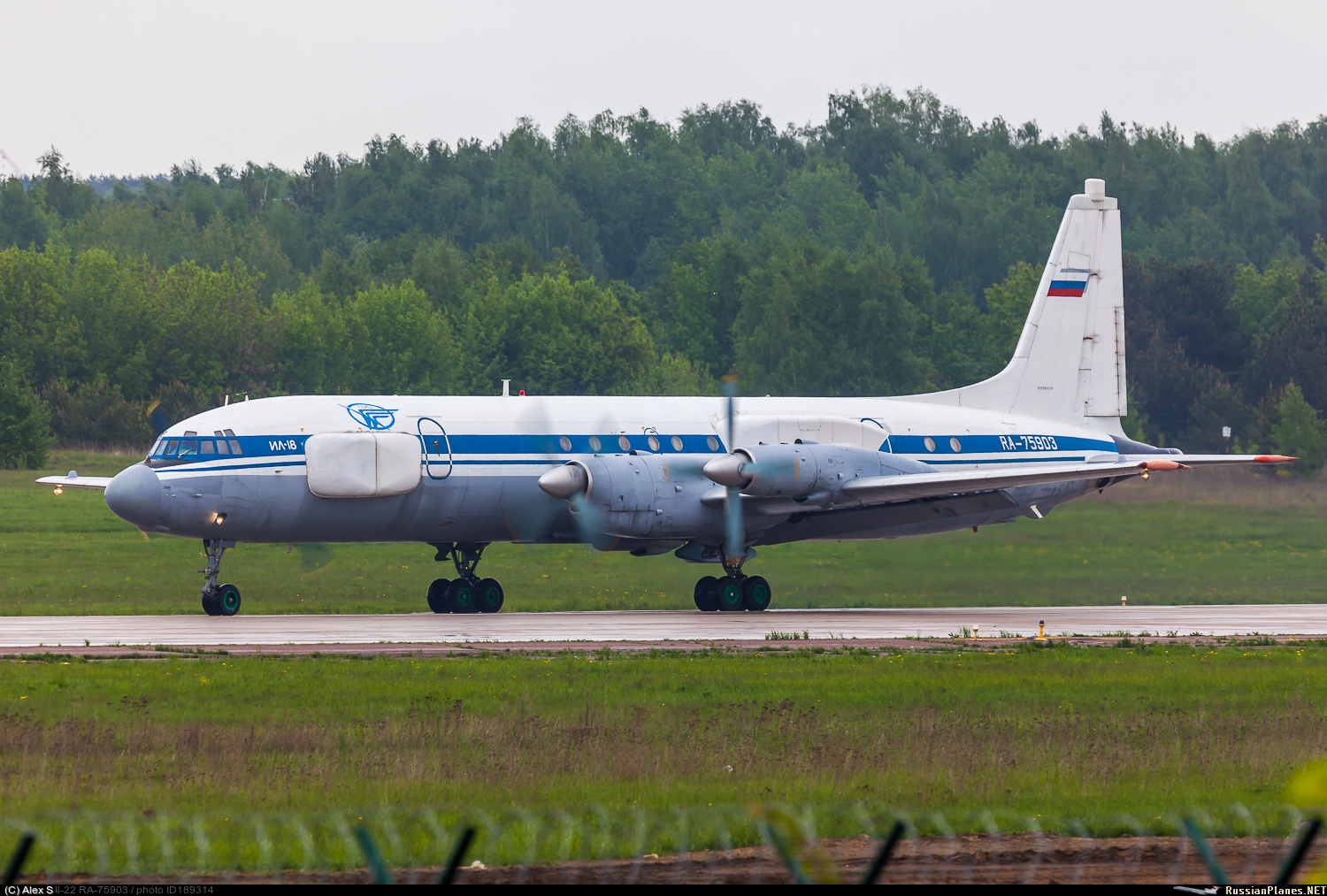
Il-22PP, versiune militară pentru războiul electronic

Două avioane sovietice au purtat numele de Il-18. Primul Il-18 era un avion de linie cu elice din 1946, dar după un an de încercări proiectul a fost abandonat. La începutul anilor 1950, având în vedere nevoia de a înlocui modelele mai vechi și de a crește flota de transport civil sovietic, la 30 decembrie 1955 a fost emisă o directivă a Consiliului de Miniștri sovietic către proiectanții șefi Kuznețov și Ivcenko pentru a dezvolta noi motoare turbopropulsoare și pentru Iliușin și Antonov să proiecteze o aeronavă care să folosească aceste motoare. Cele două modele de aeronave proiectate au fost Iliușin Il-18 și Antonov An-10⁠(d), iar motorul ales a fost Kuznețov NK-4⁠(d) în loc de Ivcenko AI-20⁠(d).
Proiectarea Il-18 a început în 1954, înainte ca directiva să fie emisă, pe baza experienței cu motorul Il-18 cu piston, deși avionul era un proiect nou. Soluția aleasă a fost un monoplan cvadrimotor cu aripi joase, fuselaj circular presurizat și ampenaj convențional. O caracteristică nouă la acea vreme era montarea unui radar meteo în bot și a fost primul avion de linie sovietic care avea un sistem de aterizare instrumentală. Aeronava are două uși de intrare la babord, în fața și în spatele aripii și două ieșiri de urgență, câte una deasupra deasupra fiecărei aripi.
Prototipul SSSR-L5811 a fost lansat în iunie 1957 și, după testarea la sol, la 1 iulie 1957 a început testele de rulare cu viteză mare. La 4 iulie 1957 prototipul a zburat pentru prima dată la Aerodromul Central M.V. Frunze (Aerodromul Hodinka). La 10 iulie 1957 aeronava a fost transportată la Aeroportul Internațional Vnukovo pentru a fi prezentată unei comisii guvernamentale sovietice. De asemenea, au fost prezente prototipurile lui Antonov An-10 și Tupolev Tu-114. Tipul Il-18 a fost denumit oficial „Moskva” și a fost pictat pe fuselaj, deși acest nume nu a fost folosit când aeronava a intrat în producție.
Producția aeronavei a fost lansată la Uzina de Mașini nr. 30 din Moscova situată la Hodinka, în apropierea locului în care fusese construit biroul de proiectare Iliușin și prototipul. În cursul anului 1957, fabrica a început să-și reducă producția de Iliușin Il-14 și să se pregătească pentru a construi aeronava, desemnată IL-18A. Il-18A era diferit de prototip doar în detalii minore, în principal prin configurația internă pentru creșterea numărului de locuri de la 75 la 89.
Primele aeronave produse erau propulsate de motoare Kuznețov NK-4, dar aceste motoare erau afectate de probleme, astfel încât Consiliul de Miniștri a decretat în iulie 1958 că toată producția din noiembrie 1958 va folosi motoare Ivcenko AI-20, iar cele produse anterior vor fi remotorizate. Doar 20 de IL-18A au fost construite înainte ca producția să fie schimbată la Il-18B, îmbunătățit, această nouă variantă a avut o greutate brută mai mare și în bot a fost prevăzut un radom mai mare care a mărit lungimea avionului cu 20 cm. Primul Il-18B a zburat la 30 septembrie 1958 propulsat de AI-20; a fost construită și o variantă VIP ca IL-18S pentru Forțele Aeriene Sovietice. Din aprilie 1961 avionul a fost echipat cu o unitate auxiliară de putere (în engleză Auxiliary Power Unit – APU) de tip TG-18 pentru pornirea la sol, care a înlocuit bateria de acumulatoare cu plumb. Unele avioane au fost modificate pentru a permite operarea APU-ului în zbor.
Pe baza experienței anterioare, o nouă îmbunătățire a fost varianta Il-18V. Primul Il-18V a apărut în decembrie 1959 și urma să continue în producție până în 1965, după ce au fost construite 334. Au apărut și variante specializate ale aeronavei, inclusiv aeronave modificate pentru calibrarea zborului și o variantă polară cu rază lungă de acțiune. Au apărut și variante militare, inclusiv antisubmarinul Iliușin Il-38.

## Istoric de utilizare
Prototipul Il-18, echipat inițial cu motoare Kuznețov NK-4, a zburat la 4 iulie 1957. La 17 septembrie 1958, aeronava a zburat pentru prima dată cu noile motoare Ivcenko AI-20. Pilotul de încercare a fost Vladimir Kokkinaki. Între 1958 și 1960 această aeronavă a stabilit douăzeci și cinci de recorduri mondiale, printre care recorduri de distanță de zbor și de altitudine cu diferite sarcini utile. În 1958 aeronava a primit Marele Premiu la Târgul Mondial de la Bruxelles (Expo '58). În aprilie 1979 a fost dezvelit un monument pe Aeroportul Internațional Sheremetyevo pentru a comemora aeronava.
Șaptesprezece companii de transport aerian străine au achiziționat aproximativ 125 de aeronave Il-18, cu o capacitate de 100–120 de pasageri. Avioanele Il-18 sunt încă în serviciu în Siberia, Coreea de Nord și Orientul Mijlociu, în timp ce o serie de exemplare fabricate la mijlocul anilor 1960 erau încă în uz civil în Africa. și Asia de Sud în 2014. Avionul mai este folosit în domeniul militar, de exemplu aeronava de război electronic și recunoaștere Il-22PP care a intrat în serviciu în octombrie 2016. Un Il-20M modernizat cu radar, radio și echipamente de recunoaștere optoelectronice îmbunătățite a intrat în funcțiune în iulie 2020 pentru a dirija sistemul de rachete Kh-47M2 Kinzhal.
Un Il-18 (înregistrat DDR-STD) al Interflug și folosit ca aeronavă oficială în DDR a fost convertit în hotel în Țările de Jos.
În iulie 2018 existau încă 7 avioane în serviciu, aparținând la 6 operatori.

Avioane ale diverșilor operatori
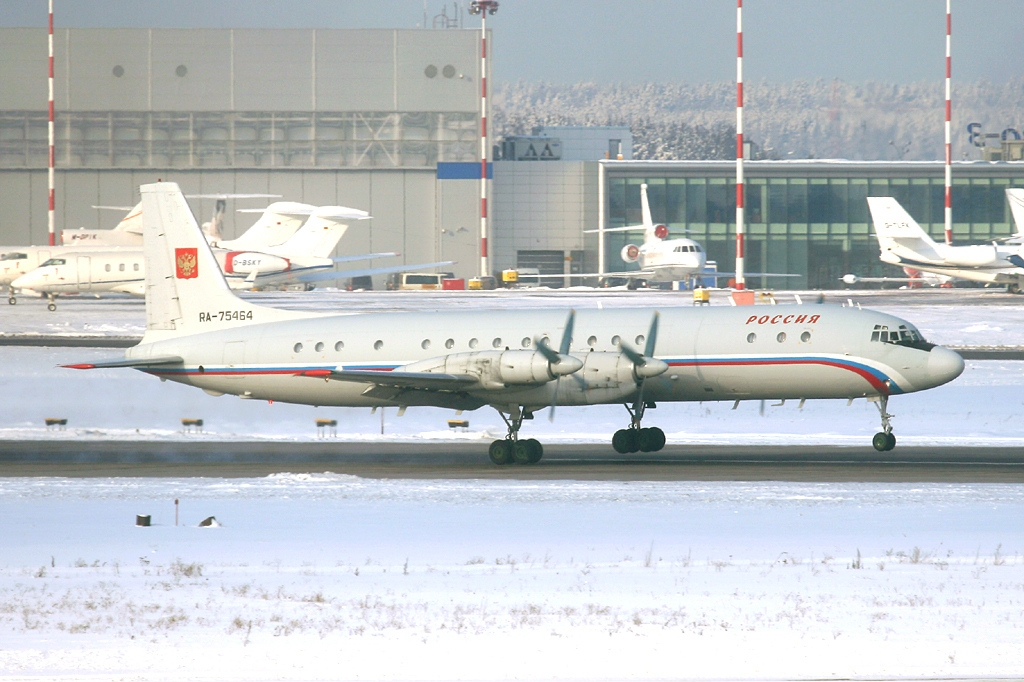
Il-18 al Rossia
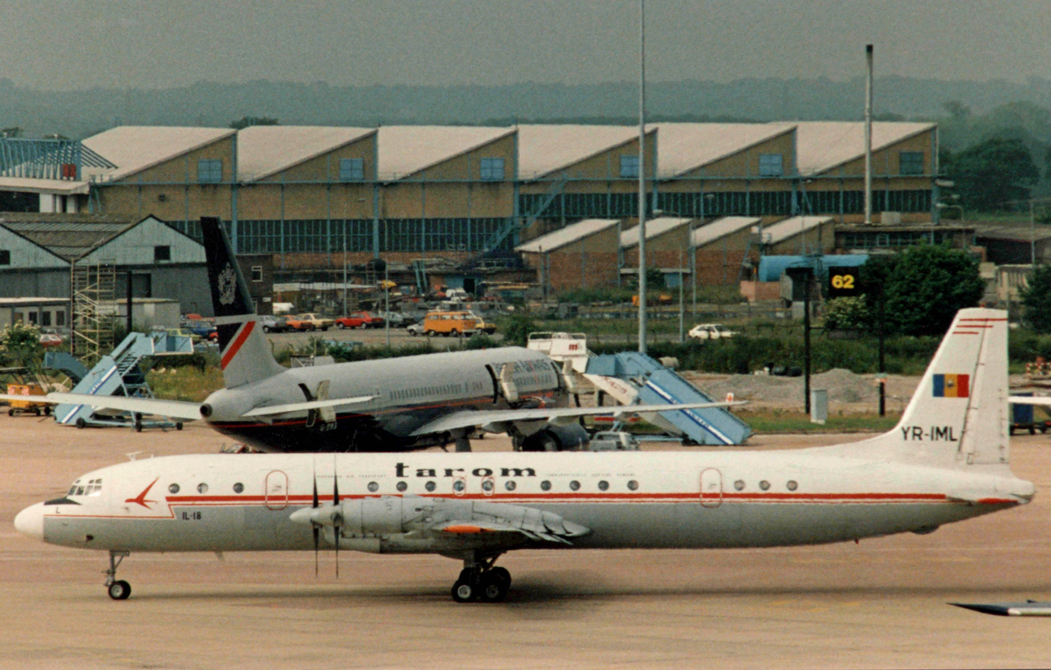
Il-18D al TAROM la Aeroportul Manchester în 1988
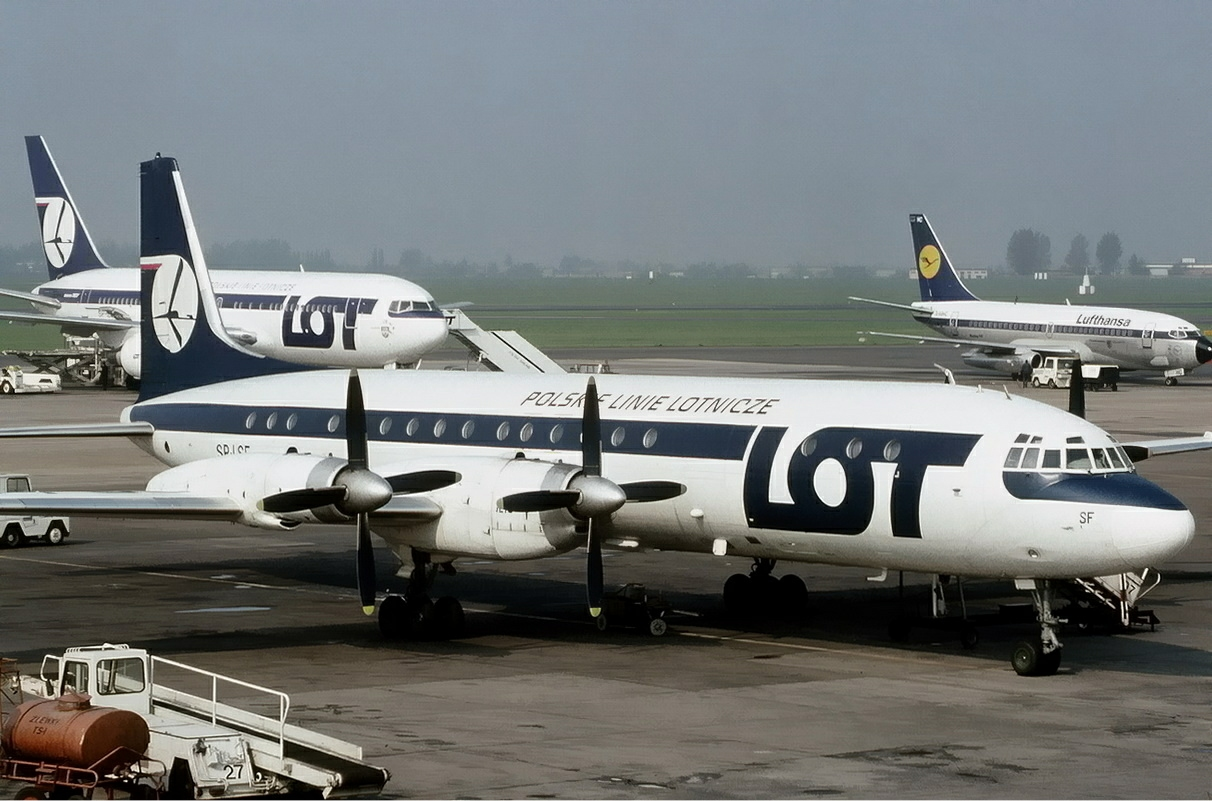
Il-18E al LOT Polish Airlines în Varșovia, 1990
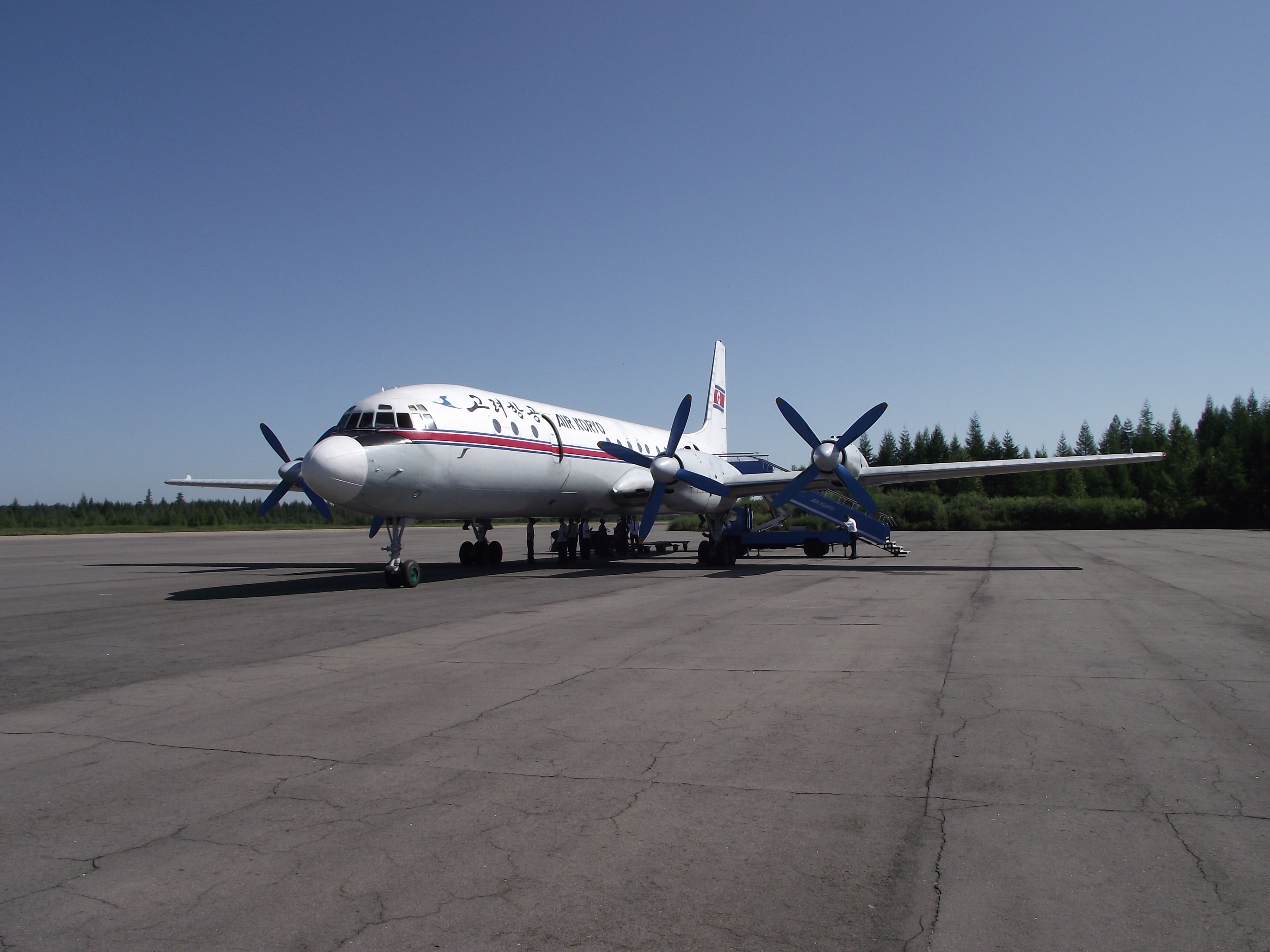
Il-18 al Air Koryo

## Date tehnice (Il-18D)
| Caracteristica | U.M.    | Valoare                       |
| --- | ------- | ----------------------------- |
| echipaj |         | 9                             |
| pasageri |         | 65–120                        |
| Dimensiuni |         |                               |
| lungime | m       | 35,9                          |
| anvergură | m       | 37,4                          |
| înălțime | m       | 10,165                        |
| suprafață alară | m2      | 140                           |
| diametru fuselaj | m       | 3,5                           |
| greutate gol | kg      | 35000                         |
| greutate maximă la decolare | kg      | 64000                         |
| combustibil | litri   | 30000                         |
| greutate maximă la aterizare | kg      | 52600                         |
| greutate maximă fără combustibil | kg      | 48800                         |
| greutate maximă la rulare pe pistă | kg      | 64500                         |
| Propulsie |         |                               |
| motoare |         | Ivcenko AI-20M                |
| tip motoare |         | turbopropulsor axial          |
| nr. motoare |         | 4                             |
| putere | kW (CP) | 3128 (4250)                   |
| elice |         | AW-68 I, cu turație constantă |
| diametru elice | m       | 4,5                           |
| nr. elice |         | 4                             |
| unitate auxiliară de putere |         | TG-16M (28 V CC)              |
| Performanțe |         |                               |
| viteză maximă | km/h    | 675                           |
| număr Mach |         | 0,65                          |
| viteză de croazieră la | km/h m  | 625 8000                      |
| plafon | m       | 11800                         |
| rază încărcat cu 6500 kg, alimentat complet cu rezervă pentru o oră de zbor încărcat cu 13500 kg, alimentat complet la 84–85 % din puterea maximă | km      | 6500 3700                     |
| apropiere |         | ICAO CAT 1                    |
| înălțime de decizie | m       | 60                            |
| vizbilitate (VR) | m       | 800                           |
| vizibilitate pistă (RVR) | m       | 550                           |
| distanță de decolare | m       | 1350                          |
| distanță de aterizare | m       | 850                           |
| Avionică |         |                               |

Schema Il-18

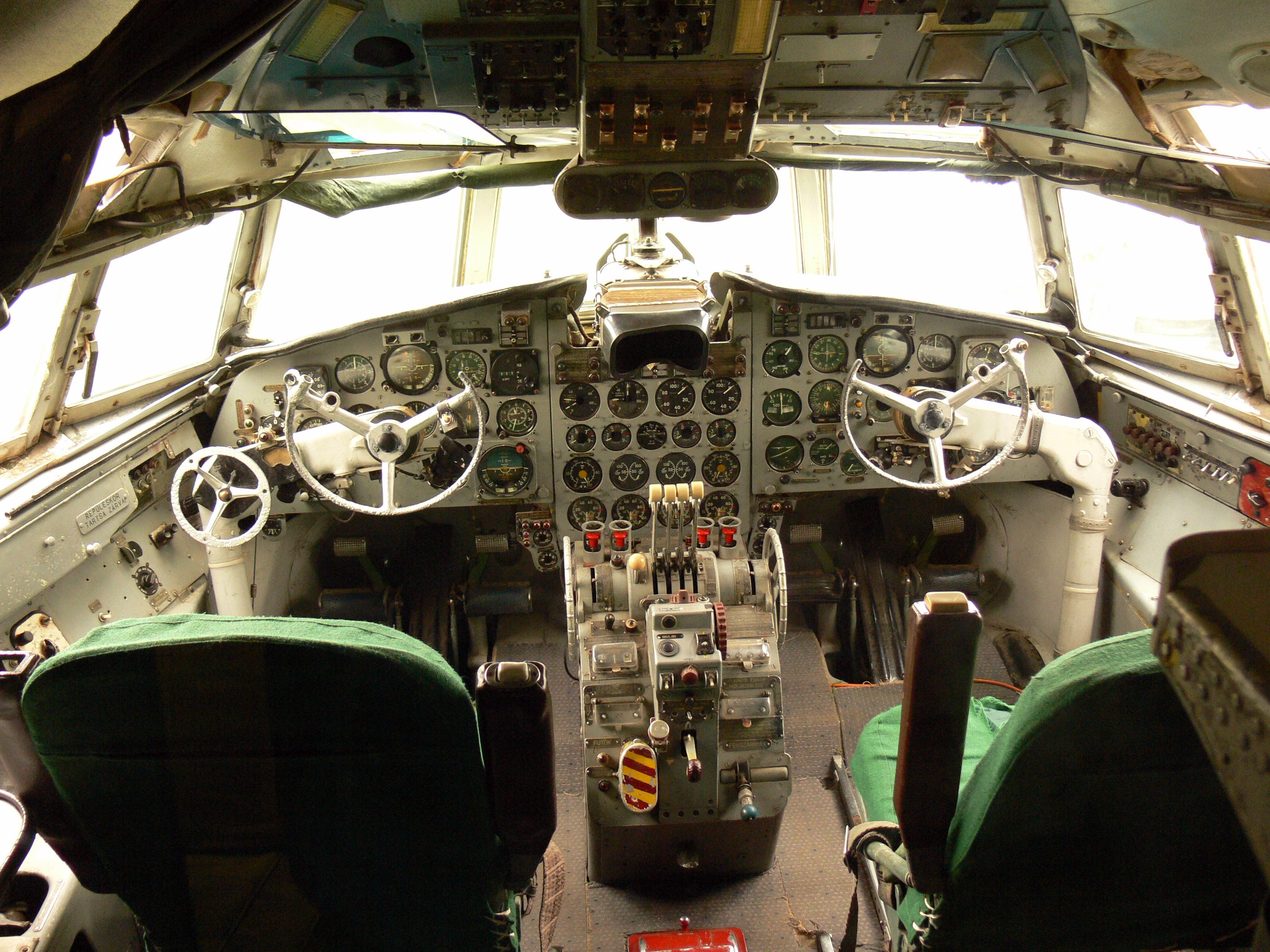
Carlinga Il-18

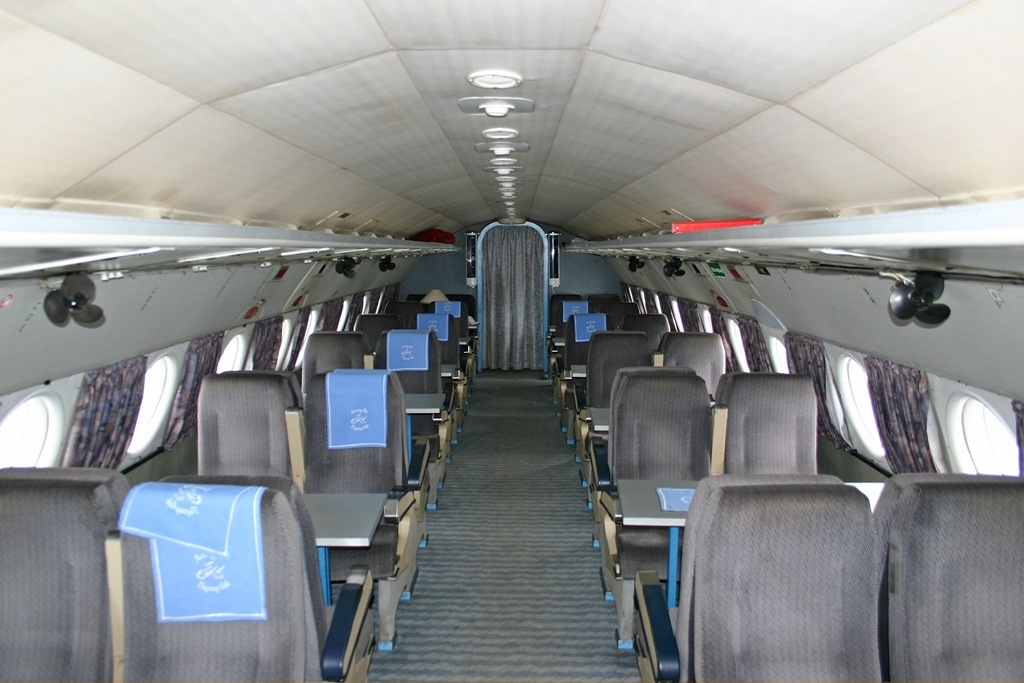
Cabina pasagerilor Il-18 (Interflug)

| - radar meteo Emblema RPSN-2AMG sau RPSN-2N - sistem de navigație autonom NAS-1B - vitezometru doppler DISS-1 - calculator de navigație autonom ANU-1 - sistem de navigație Put'-4M - busolă KS-6G - busolă astronomică DAK-DB - ILS decimetric RSBN-2S Svod - ILS SP-50 Materik - radioaltimetru RV-UM - display de navigație NI-50BM-1 - radiocompas ARK-11 - sistem de comunicații radio RSB-5/1230 - transponder IFF SR-2M Khrom - înregistrator de zbor MSRP-12-96 |         |                               |